# Федеральный центр технического образования Минас-Жерайс

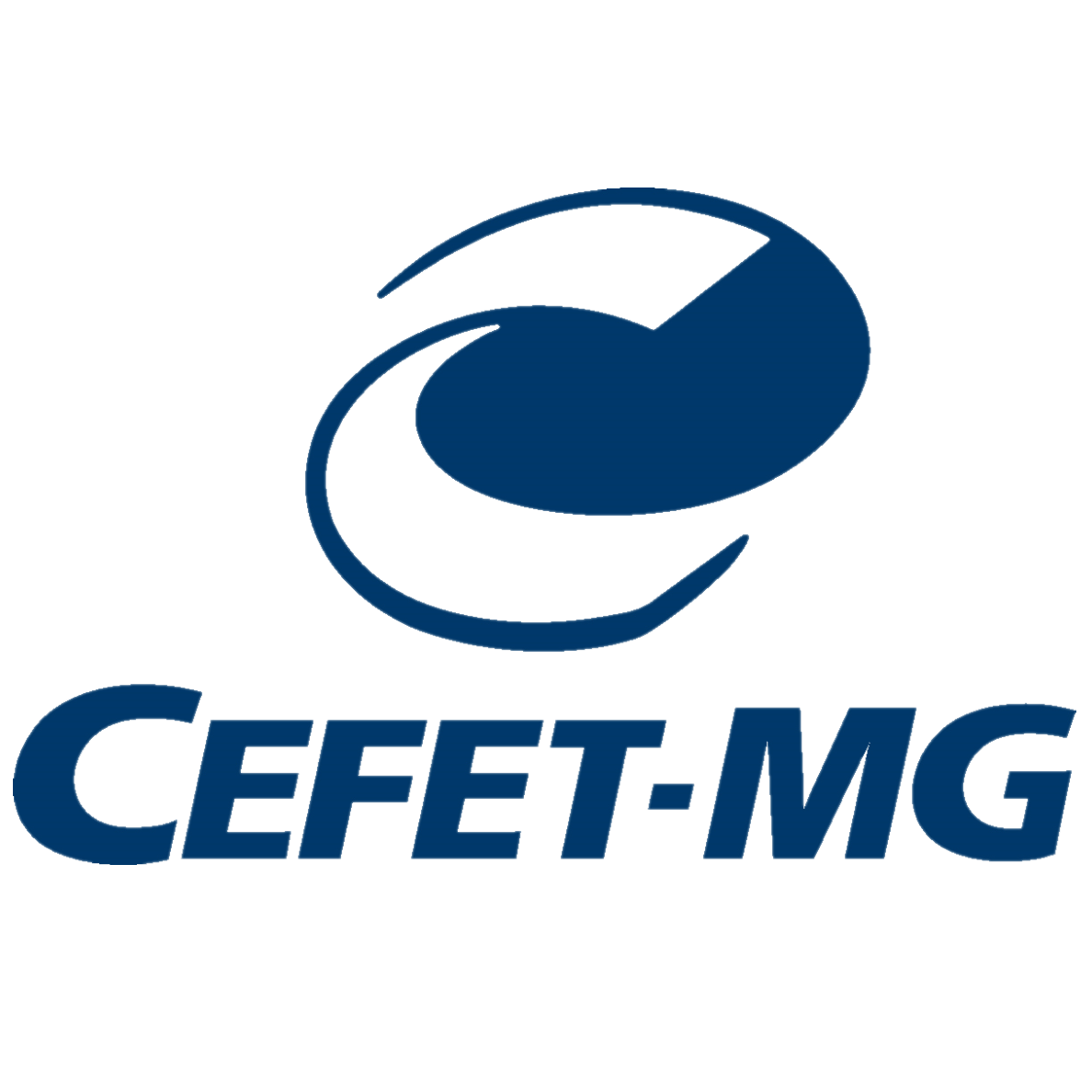
Логотип CEFET-MG

Федеральный центр технического образования Минас-Жерайс (порт. Centro Federal de Educação Tecnológica de Minas Gerais (CEFET-MG)) — образовательный центр, расположенный в штате Минас-Жерайс, Бразилия. Создан в 1934 году.
Это технологическое учреждение, которое предлагает широкий спектр курсов в штате Минас-Жерайс, на юго-востоке Бразилии. В институте обучается около 15 000 студентов, 650 профессоров и 400 сотрудников. Преподавание ведется в области исследований и распространения знаний на уровне среднего и высшего образования.
Кампусы I, II и VI расположены на Проспекте Амазонас в Белу-Оризонти. Другие кампусы (подразделения децентрализованного образования - UNED), расположенные в штате Минас-Жерайс находятся в городах Леопольдина, Араша, Дивинополис, Варжинья, Тимотеу, Непомусену, Курвелу и Контажен.